# 巴苏陀兰
巴苏陀兰（英語：Basutoland）是大英帝國基於開普殖民地無法有效控制該地，而於1884年建立的皇家殖民地。它被分為七個行政區：伯里亚、莱里贝、马塞卢、莫哈莱斯胡克、马费滕、加查斯内克及古廷。
1868年英國吞併該地區，1871年交由好望角殖民政府管轄，1884年英國恢復對其的直接管轄。巴苏陀兰於1966年10月4日脫離英國獨立後改名為賴索托。

## 外部連結
- The British Empire – Basutoland （页面存档备份，存于）